# Tomida femina
Tomida femina est le plus ancien poème en occitan connu, et un des plus anciens textes en occitan connus.

## Contexte
Ce texte de 16 lignes (la 14e qui manque a été reconstituée par Bernhard Bischoff) se trouve en marge d'un manuscrit du Xe siècle, un Bréviaire d'Alaric conservé à la bibliothèque du Patrimoine de Clermont Auvergne Métropole.

## Texte
Tomida femina
in tomida via sedea
tomid infant
in falda sua tenea
tomides mans
et tomidas pes
tomidas carnes
que est colbe recebrunt
tomide fust
et tomides fer
que istæ colbe donerunt.
Exsunt en dolores
d'os en polpa
[de polpa en curi]
de curi in pel
de pel in erpa.
Terra madre susipiat dolores
Il a été traduit en anglais par William Doremus Paden et Frances Freeman Paden.

## Interprétation
D'après Gerold Hilty ce texte est une incantation destinée à chasser la maladie d'une mère et son enfant. La douleur est transférée des os à la chair, de la chair à la peau, de la peau aux cheveux, des cheveux à l'herbe, jusqu'à la terre mère. Bernhard Bischoff cite un exemple parallèle, tiré d'un manuscrit de Vérone du IXe siècle. D'après William et Frances Paden, il s'agirait d'une incantation destinée à aider un accouchement difficile où un outil sert à percer le sac amniotique. Katharine Park suggère qu'un outil en bois (fust) et fer (fer) est utilisé pour sortir par morceaux l'enfant du ventre de sa mère.

## Dans la culture populaire
En 2016, le groupe Glasgow Madrigirls a mis en musique ce texte dans son album Leaves of life (Katy Lavinia Cooper et Catriona Downie au chant, Daisy Abbott à l'accordéon). 
Ce texte a été interprété à la Galerie Peyrusse à Peyrusse-le-Roc par Amandine Rey, Estelle Viguié et Lucy Painter en 2019 dans le cadre de l'exposition Occitan ! Catalan.